# Goldstone Deep Space Communications Complex
Koordinaten: 35° 25′ 36″ N, 116° 53′ 24″ W

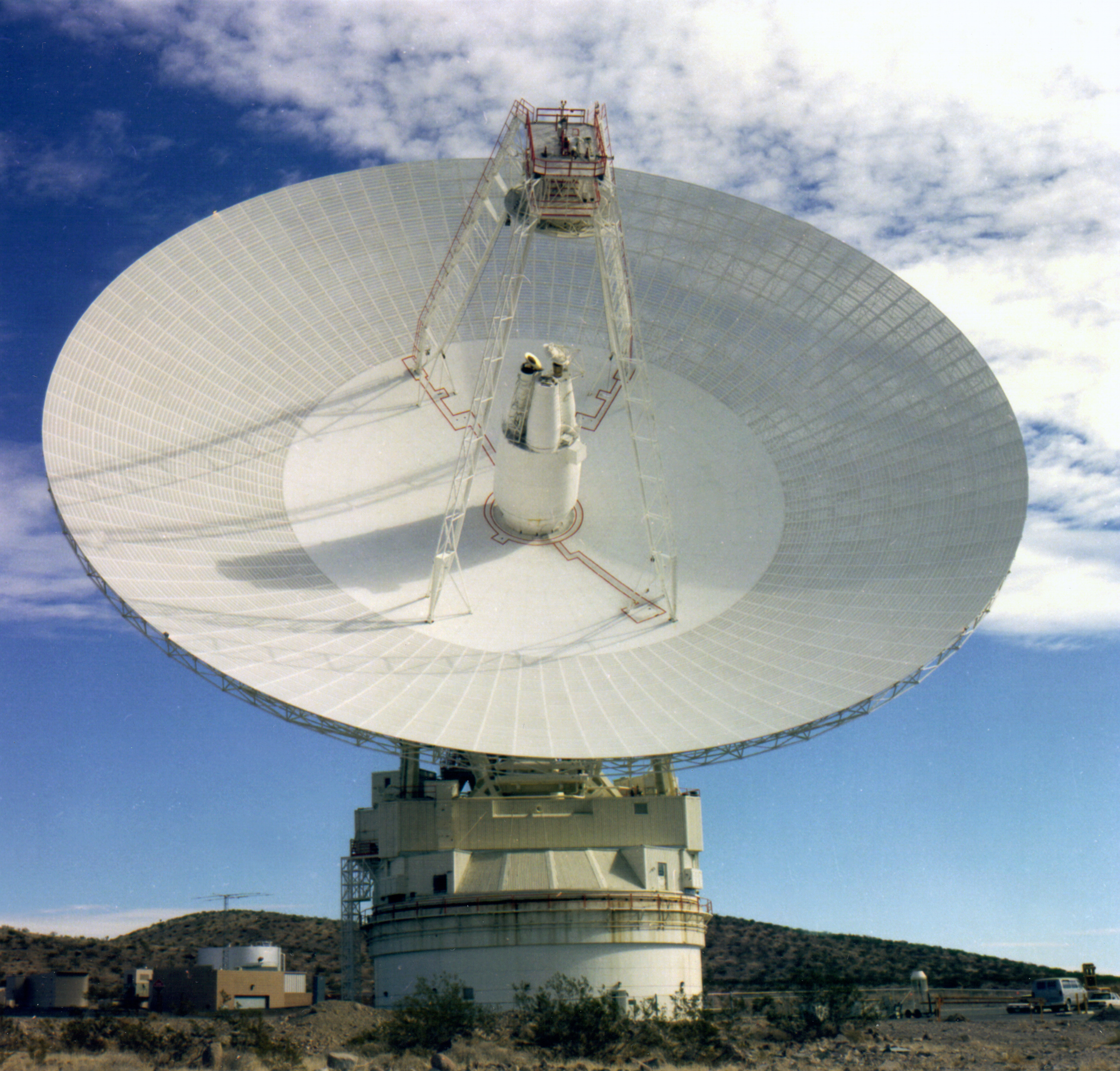
70-Meter-Antenne im Goldstone Deep Space Complex

Der Goldstone Deep Space Communications Complex (GDSCC), auch Goldstone Observatory genannt, ist eine Antennen-Anlage in der Mojave-Wüste im Süden Kaliforniens, USA, 60 Kilometer nördlich von Barstow.
Die Antennenanlage ist Teil des Deep Space Network (DSN), eines weltumspannenden Netzwerkes von Radioantennen, welches das Jet Propulsion Laboratory für die NASA zur Kommunikation mit Raumsonden und Satelliten sowie zu radio- und radarastronomischen Forschungszwecken betreibt. Zwei weitere Anlagen sind der Madrid Deep Space Communications Complex in Spanien und der Canberra Deep Space Communication Complex in Australien.

## Geschichte
Der Goldstone Deep Space Communications Complex wurde 1958 gegründet und erstreckt sich auf 132 Quadratkilometer des  militärischen Sperrgebiets Fort Irwin. Ausgewählt wurde der Standort, weil er weit entfernt von störenden Stromleitungen, Straßenverkehr, Radio- und Fernsehstationen liegt. Der Name Goldstone stammt von einer verlassenen Goldmine, die sich dort befand. Der Komplex verfügt über ein eigenes Straßennetz, eine Start- und Landebahn, eine eigene Energieversorgung mit Dieselgeneratoren und ein Mikrowellen-Kommunikationsnetz zur Übertragung von Daten zwischen den Antennen und dem Kontrollzentrum. Es gibt ein Besucherzentrum  und Schulungseinrichtungen. Im Rahmen von Führungen kann die Einrichtung besucht werden.
Die größte Parabolantenne in Goldstone DSS 14 wurde 1966 in Betrieb genommen und war die erste 64-Meter-Antenne des DSN. Ihr Parabolspiegel wurde Ende der 1980er Jahre von 64 auf 70 Meter Durchmesser vergrößert, um einen besseren Empfang der Daten von der Raumsonde Voyager 2 während ihrer Passage des äußersten Planeten Neptun zu gewährleisten. Anfang der 1990er-Jahre wurde das Goldstone Observatory auch für das Suchprogramm SETI verwendet. Ende 2010 nahm die Anlage nach umfangreichen Modernisierungsarbeiten, wobei auch die 3200 Tonnen schwere Antenne angehoben werden musste, wieder den Regelbetrieb auf. DSS14 ist eine der wenigen Anlagen weltweit mit Sendern für die Radarastronomie. Der sehr starke Sender kann zur Entfernungsmessung mittels Radar und zur Erstellung von Radarbildern von Asteroiden genutzt werden.
Die drei DSN-Komplexe haben jeweils eine 70-m- und mindestens drei 34-m-Antennen. Wenn Antennen zeitweise nicht für die Kommunikation mit Raumschiffen gebraucht werden, können sie für Radioastronomie eingesetzt werden. Die Antennen können parallelgeschaltet werden, um höhere Datenraten oder bessere Signalqualität zu ermöglichen. Eine Parallelschaltung von DSS 24, 25 und 26 entspricht in der Funktionalität einer 70-Meter-Antenne. Die Antennen tragen ihren Namen nach der ersten Weltraummission oder dem ersten Einsatzbereich, an dem sie teilnahmen und sind nummeriert in der Reihenfolge, in der sie in Betrieb genommen wurden. Pioneer (DSS 11) war die erste Antenne des Komplexes und wurde 1981 außer Betrieb genommen. Sie erhielt am 3. März 1985 vom Innenministerium den Status einer National Historic Landmark zuerkannt und wird unter der Bezeichnung Pioneer Deep Space Station geführt.
| Inaktive Antennen des Goldstone Deep Space Communications Complexes | Inaktive Antennen des Goldstone Deep Space Communications Complexes | Inaktive Antennen des Goldstone Deep Space Communications Complexes | Inaktive Antennen des Goldstone Deep Space Communications Complexes | Inaktive Antennen des Goldstone Deep Space Communications Complexes | Inaktive Antennen des Goldstone Deep Space Communications Complexes | Inaktive Antennen des Goldstone Deep Space Communications Complexes |
| Name                                                                | Durchmesser                                                         | Aktiviert                                                           | Deaktiviert                                                         | Up                                                                  | Down                                                                | Beschreibung |
| ------------------------------------------------------------------- | ------------------------------------------------------------------- | ------------------------------------------------------------------- | ------------------------------------------------------------------- | ------------------------------------------------------------------- | ------------------------------------------------------------------- | --- |
| DSS 11 – „Pioneer“                                                  | 26 m                                                                | 1958                                                                | 1981                                                                |                                                                     |                                                                     | Nationaldenkmal |
| DSS 12 – „Echo“                                                     | 26 m 34 m (26 m)                                                    | 1960 1961                                                           | 1961 2012                                                           |                                                                     |                                                                     | Die erste 26-m-Antenne wurde 1961 versetzt und zu DSS 13 – „Venus“. 1961 kam eine zweite 26-m-Antenne, 1979 erweitert auf 34 m. 1996 vom DSN umgewidmet für Schulungszwecke. 2012 deaktiviert.                                                                                    |
| DSS 13 – „Venus“                                                    | 26 m 34 m                                                           | 1962 1991                                                           | 1991                                                                |                                                                     |                                                                     | Die ursprüngliche DSS-12-Antenne konnte als erste die Venus mit Radarwellen erfassen. Die 26-m-Antenne wurde 1991 durch eine 34-m-Antenne ersetzt. Die Anlage ist heute reserviert für Forschung und Entwicklung von starken Transmittern und hochempfindlichen Empfängern.       |
| DSS 15 – „Uranus“                                                   | 34 m                                                                | 1984                                                                | 2018                                                                | S, X                                                                | S, X                                                                | Eine HEF Antenne, Mai 2018 deaktiviert. |
| DSS 16 – „Apollo“                                                   | 26 m                                                                | 1966                                                                | ca. 2019                                                            |                                                                     |                                                                     | Die Antenne war längere Zeit im Status „extended downtime“, spätestens 2019 abgebaut. |
| DSS 27, 28 – „Gemini“                                               | 34 m                                                                | 1994                                                                | deaktiviert                                                         |                                                                     |                                                                     | Doppelanlage (Gemini = Zwillinge) von zwei 34-m-Antennen, ursprünglich für militärische Nutzung gebaut, 1994 zur zivilen Nutzung übergeben. Inzwischen ist DSS 27 außer Betrieb und DSS 28 ist für Schulungszwecke an das Goldstone Apple Valley Radio Telescope GAVRT übergeben. |

| Antennen des Goldstone Deep Space Communications Complexes | Antennen des Goldstone Deep Space Communications Complexes | Antennen des Goldstone Deep Space Communications Complexes | Antennen des Goldstone Deep Space Communications Complexes | Antennen des Goldstone Deep Space Communications Complexes | Antennen des Goldstone Deep Space Communications Complexes | Antennen des Goldstone Deep Space Communications Complexes |
| Name                                                       | Durchmesser                                                | Aktiviert                                                  | Deaktiviert                                                | Up                                                         | Down                                                       | Beschreibung |
| ---------------------------------------------------------- | ---------------------------------------------------------- | ---------------------------------------------------------- | ---------------------------------------------------------- | ---------------------------------------------------------- | ---------------------------------------------------------- | --- |
| DSS 14 – „Mars“                                            | 70 m (64 m)                                                | 1966                                                       |                                                            | S, X                                                       | L, S, X, Ku                                                | 1988 auf 70 m ausgebaut zur Unterstützung von Voyager 2 beim Vorbeiflug an Neptun. 2010 modernisiert. 20-kW-Sender für S- und X-Band. Die Antenne verfügt außerdem über einen 400-kW-X-Band-Radar-Sender (Goldstone Solar System Radar, GSSR) sowie einen Ku-Band-Empfänger (22 GHz) für Radioastronomie. |
| DSS 23                                                     | 34 m                                                       | voraussichtlich ca. 2025                                   |                                                            | X                                                          | X, Ka                                                      | 20 kW Sender für X-Band. Zusätzlicher 80 kW Sender geplant. Die Antenne hat den Standort der ehemaligen „Apollo“-Antenne. Grundsteinlegung war am 11. Februar 2020. Montage des Primärspiegels am 20. Dezember 2024. Die Antenne soll zusätzlich einen optischen Spiegel enthalten und als Empfänger für Laserkommunikation dienen. Lasertechnik kann 10 bis 100 mal höhere Datenraten erreichen als mit Radiowellen. Durch die klimatischen Gegebenheiten in der Wüste wird erwartet, dass die Anlage 60 % der Zeit als Laserempfänger arbeiten kann. Das erste Mal soll die Laserkommunikation im Rahmen der Psyche-Mission getestet werden. |
| DSS 24, 25, 26                                             | 34 m                                                       | 1992–1996                                                  |                                                            |                                                            |                                                            | The Beam Wave Guide Cluster: Drei 34-m-Antennen. Ein System von Reflektoren leitet die Wellen in den Unterbau, wo diverse Empfänger gekühlt und geschützt vor Witterung eingesetzt werden können. |
| DSS 24                                                     | 34 m                                                       | 1992–1996                                                  |                                                            | S, X                                                       | S, X, K                                                    | 20 kW Sender für S- und X-Band |
| DSS 25                                                     | 34 m                                                       | 1992–1996                                                  |                                                            | X, Ka                                                      | X, Ka                                                      | 20-kW-X-Band-Sender, 300-W-Sender für Ka-Band. Zusätzlicher Ausbau mit einem 800-W-Sender für Ka-Band ist geplant für 2024. |
| DSS 26                                                     | 34 m                                                       | 1992–1996                                                  |                                                            | S, X                                                       | S, X, Ka, K                                                | 20 kW und seit 2015 zusätzlicher 80-kW-Sender für X-Band. 250-W-S-Band-Sender nur für erdnahe Anwendung. |